# Brackenridgia sphinxensis
Brackenridgia sphinxensis is een pissebed uit de familie Trichoniscidae. De wetenschappelijke naam van de soort is voor het eerst geldig gepubliceerd in 1984 door Schultz.